# 開放源碼開發者研討會
開放源碼開發者研討會（英語：Open Source Developers' Conference, OSDC），2006年4月首度於台北市大安區科技大樓舉辦。成立宗旨為提供所有開放源碼的開發者能夠進行經驗交流，為一場針對各種不同開放源碼程式開發舉辦的研討會。
截至2014年宣布暫停活動為止，共舉辦了11屆。